# Ґамсґрат
Ґамсґрат (нім. Gamsgrat) — гора в Ліхтенштейні, висотою — 2 201 м. Ця гора належить до гірського масиву Ретікон в Східних Альпах, поблизу австійсько-ліхтенштейнського пограниччя.
Гора розташована в південно-східній частині Ліхтенштейну. На південний схід від столиці країни — Вадуца, в її підніжжі розкинулася комуна-община Трізенберг і поблизу є ще головний гірськолижний курорт країни в селі Мальбун.